# موجود گیونگ‌سونگ
موجود گیونگ‌سونگ (انگلیسی: Gyeongseong Creature; کره‌ای: 경성크리처) یک مجموعه اینترنتی کره جنوبی سال ۲۰۲۳ با بازی پارک سو جون، هان سو هی، کیم کلودیا، کیم هه سوک، جو هان چول و وی ها جون است. این مجموعه در بهار ۱۹۴۵ در گیونگ‌سونگ (نام قدیمی سئول) واقع شده‌است، زمانیکه که گیونگ‌سونگ در تاریک‌ترین دوران خود قرار داشت و داستان افرادی را بازگو می‌کند که در مرز بین مرگ و زندگی در حال مبارزه هستند. موجود گیونگ‌سونگ در ۲۲ دسامبر ۲۰۲۳ در نتفلیکس منتشر خواهد شد. این مجموعه دو فصل خواهد بود که فصل اول در ۲۲ دسامبر ۲۰۲۳ با هفت قسمت است و فصل دوم در ۵ ژانویه ۲۰۲۴ در سه قسمت منتشر خواهد شد.

## بازیگران

### اصلی
- پارک سو جون در نقش جانگ ته سانگ[۱۰]
- هان سو هی در نقش یون چه اوک[۱۰]
- کیم کلودیا در نقش مِدا[۱۱]
- کیم هه سوک در نقش ناوول دِک[۱۲]
- جو هان چول در نقش یون جونگ وون[۱۳]
- وی ها جون در نقش کوان جون تک[۱]

## تولید

### فیلم‌برداری
تیم تولید در ژانویه ۲۰۲۲، گروه بازیگران اصلی را تأیید کرد و اعلام کرد که فیلم‌برداری این مجموعه در حال انجام است.
در ۳ مارس ۲۰۲۲، گزارش شد که تست کووید ۱۹ وی ها جون مثبت شده‌است و فیلم‌برداری تا زمانیکه این بازیگر درمان شود، متوقف شد.
در ۳ اوت ۲۰۲۲، اعلام شد که صورت بازیگر هان سو هی در طی فیلم‌برداری صحنه‌ای اکشن برای موجود گیونگ‌سونگ، آسیب جزئی دید. در ۱۱ اوت، آژانس هان تأیید کرد که او بهبود پیدا کرده و از هفتهٔ بعد به فیلم‌برداری بر می‌گردد.
در اکتبر ۲۰۲۲، اعلام شد که اخیراً فیلم‌برداری موجود گیونگ‌سونگ به پایان رسیده و پس‌تولید آغاز شده‌است.
در نوامبر ۲۰۲۲، تولید فصل دوم این مجموعه تأیید شد و زمان فیلم‌برداری آن هنوز مشخص نیست.